# María Pachón Monge
María Pachón Monge (La Zarza-Perrunal, Huelva, 1981) es una militar del Ejército del Aire español, conocida por ser la primera mujer trans reconocida públicamente en las Fuerzas Armadas españolas.

## Vida y carrera
María Pachón ha atraído la atención mediática al ser considerada por multitud de medios como la primera trans de las Fuerzas Armadas españolas. En varias entrevistas que ha concedido, considera que la sociedad española tiene camino por recorrer en el campo de la igualdad del colectivo LGBT.
En 2006 ingresó en el ejército tras someterse, el año anterior, a una operación de reasignación de género. Había comenzado su transición 2002, de la mano con los primeros estudios clínicos y psicológicos, necesarios en aquel momento en España para cambiar el género sentido en el registro.
En 2015 la Asociación Española de Transexuales le otorgó el premio Transexualia, premiando su compromiso personal. La entonces presidenta de la Comunidad de Madrid, Cristina Cifuentes, acudió a la entrega de los premios.